# Sandra Bruflot
Sandra Bruflot (nascida a 31 de dezembro de 1991) é uma política norueguesa do Partido Conservador. Ela representa Buskerud no Storting desde 2021.

## Carreira política
De Lier, Bruflot foi membro do conselho municipal de Lier de 2011 a 2019, bem como do conselho do condado de Buskerud de 2015 a 2019. De 2013 a 2017 foi vice-representante do Storting. Ela é membro do conselho do condado de Viken desde 2019, e foi eleita representante no Storting pelo círculo eleitoral de Buskerud para o período 2021-2025, pelo Partido Conservador. No Storting, ela foi membro do Comité Permanente de Serviços de Saúde e Cuidados a partir de 2021.
Ela presidiu aos Jovens Conservadores Noruegueses de 2018 a 2020, tendo sido anteriormente vice-presidente de 2014 a 2018.

## Vida pessoal
Bruflot casou-se com Christopher Wand em 2018.